# Кравчик (річка)
Кравчик (Ометинка) — річка в Україні, у Немирівському районі Вінницької області, ліва притока Південного Бугу (басейн Чорного моря).

## Опис
Довжина річки 19 км. Формується з багатьох безіменних струмків та водойм. Площа басейну 95,4 км2.

## Розташування
Бере початок на південному заході від Красненького. Тече переважно на південний захід через Ометинці і у Райгороді впадає і річку Південний Буг.
Населені пункти вздовж берегової смуги: Мельниківці, Слобідка.
Річку перетинають автомобільні дороги E50, М12.

## Притоки
- Річка без назви — права притока Кравчика. Довжина річки 7 км., площа басейну 14 км². Бере  початок на півдні від Мар'янівки. Тече переважно на південний схід через Мельниківці і впадає у річку Кравчик за 10 км від її гирла.
- Велика Ушиця — права притока Кравчика. Довжина річки 5 км., площа басейну 12,6 км². Тече на південний схід через села Червоне і Слобідка і впадає у річку Кравчик за 4 км від її гирла.